# پایگاه هوایی گنگنیونگ
پایگاه هوایی گنگنیونگ (به انگلیسی: Gangneung Airbase) (به زبان بومی: 강릉공항) یک فرودگاه نظامی با کد یاتا KAG است که یک باند فرود بتن دارد و طول باند آن ۲۷۴۳ متر است. این فرودگاه در کشور کره جنوبی قرار دارد و در ارتفاع ۱۱ متری از سطح دریا واقع شده‌است.